# Examen philosophicum
Examen philosophicum (förkortat ex. phil.) är en propedeutisk examen i filosofi vid norska (och tidigare vid danska) universitet som krävs för avläggande av högre examen. Kursen syftar till att förbereda studenterna på vidare studier, och är idag på många ställen integrerad i de ämnesspecifika utbildningarna, jämfört med tidigare då den gavs som en obligatorisk fristående kurs. Ursprungligen var kursen på två eller tre terminer, och ledde fram till universitetsgraden cand. philos. efter prov i ämnen som filosofi, matematik, astronomi, naturvetenskap, latin, grekiska, historia och hebreiska (för teologer). 

## Historia
Examen philosophicum (eller bara filosofikum) infördes 1675 av Kristian V. En del av innehållet överflyttades 1732 till den nya examen artium (studentexamen), och kursen blev därmed mindre allmänt bildande och mer studieförberedande. Examen philosophicum kom då också att kallas Anden Examen (andra examen) eftersom det var det andra examen man kunde ta på universitet (fram till 1850 hölls även studentexamen på universitetet). Kursen definierades 1775 uttryckligen som en inledande och förberedande universitetskurs. Samtidigt blev de förberedande kurserna uppdelade i filologikum och filosofikum, där den förra kursen behandlade latin, grekiska och historia och den senare matematik, fysik samt teoretisk och praktisk filosofi.
I både Danmark och Norge blev innehållet under 1800-talet mer och mer inriktat på propedeutisk filosofi. I Danmark fick kursen 1871 en form som skulle bibehållas i stort sett oförändrad fram till att filosofikum som gemensam examen för alla danska universitetsstuderande avskaffades 1971, då kursen ersattes med ämnesspecifika kurser i vetenskapsteori och vetenskaplig metod.

## Examen philosophicum i Norge
I Norge byttes latin och grekiska 1845 ut mot bland annat fysik och kemi, och från 1875 var filosofi det enda obligatoriska ämnet. På 1960-talet fanns även ämnen som logik och psykologi med i kursplanen som sträckte sig över en hel termin, med egna läroböcker och egna föreläsare. Idag omfattar kursen 10 studiepoäng (7,5 poäng NTNU), dvs. en tredjedels termin (till detta kommer den ämnesspecifika introduktionskursen examen facultatum med 10 studiepoäng).
Idag är kursen en kort och koncentrerad introduktion till filosofiämnet, och ger en överblick över viktigare riktningar inom filosofin samt en historisk överblick över dessa. Delämnen som ingår är filosofihistoria, vetenskapsfilosofi och etik. Examen philosophicum har varit föremål för vissa kontroverser i akademiska kretsar. Man har diskuterat om ämnet ska vara fortsatt obligatoriskt, på det sätt som där är i många ämnen idag, samt om studierna verkligen har relevans för de fortsatta studierna.